# Antropologia stosowana
Antropologia stosowana – wyspecjalizowana działalność traktowana niekiedy jako subdyscyplina antropologii, polegająca na prowadzeniu praktycznie zorientowanych studiów, których celem jest wykorzystanie ustaleń teoretycznych oraz zebranych i opracowanych źródłowych do sterowania procesami zmian społeczno – kulturowych badanych grup.
Typowymi zadaniami antropologii stosowanej są:
- ekspertyzy sytuacyjne niezbędne do opracowania projektu modernizacyjnego i jego bezpośrednie projektowanie
- konsultowanie projektów modernizacyjnych dla zminimalizowania szkodliwych następstw ubocznych wprowadzanych innowacji, zapewnienie dużej ich efektywności.
- programowanie dalszego kierunku już niekontrolowanych przeobrażeń wraz z oceną ich następstw
- szkolenie „agentów zmiany” w celu ich właściwego przygotowania do pracy w nowym środowisku
- podejmowanie bezpośrednich obowiązków kontrolno – administracyjnych w terenie.

Początków antropologii stosowanej należy się doszukiwać w okresie podbojów i kolonizacji. 
Sterowania procesami kulturowymi podjęli się hiszpańscy misjonarze w okresie podboju i kolonizacji Ameryki Łacińskiej, starając się przez rozpoznanie tubylczego kontekstu kulturowego opracować skuteczne programy eliminacji dawnych wierzeń i umocnienia wpływów katolicyzmu. 
Współczesna idea antropologii stosowanej narodziła się w połowie XIX wieku. Wśród antropologów brytyjskich w związku z ich udziałem w badaniach ludów zamieszkujących kolonialne obszary Afryki, Australii i Oceanii. Sam termin „antropologia stosowana” został wprowadzony przez D.G. Brintona w 1895r.
SŁOWNIK etnologiczny - terminy ogólne, pod red. naukową Z. Staszczak, PWN, Warszawa-Poznań 1987